# Rugby à XV en république démocratique du Congo
Ne doit pas être confondu avec Rugby à XIII en république démocratique du Congo.
 (septembre 2019).
Si vous disposez d'ouvrages ou d'articles de référence ou si vous connaissez des sites web de qualité traitant du thème abordé ici, merci de compléter l'article en donnant les références utiles à sa vérifiabilité et en les liant à la section « Notes et références ».
Le rugby à XV est introduit en république démocratique du Congo par les colons en 1954. Ces colons étaient en poste dans les mines de la province de Katanga. Les Congolais commencent à pratiquer ce sport après l'indépendance du pays en 1960. Le rugby est géré en république démocratique du Congo par la FECORUGBY.

## Historique

### Avant l'indépendance
En RDC, le rugby était une discipline pratiquée avant l’indépendance par les non autochtones et ce principalement au Katanga et à l’Est du pays à Goma et Bukavu où existait une équipe nommée Kibubu (contraction des villes de Kigali, Bujumbura et Bukavu) et regroupait les expatriés résidant au Kivu, ainsi une petite frange d’autochtones.

### Le rugby post-indépendance, création des premières structures
Les Congolais s'emparent du sport dans les années 1960. Il se développe essentiellement dans la province de Katanga, Des infrastructures sportives sont progressivement installées dans la région, comme les stades de Lubumbashi ou de Kolwezi.
À la fin des années 1980, le pays compte huit clubs et un championnat provincial. Des clubs de quartiers sont créés autour des infrastructures de Gécamines (Société générale des carrières et des mines), comme à Shituru ou à Kasumbalesa. Ce développement se fait avec l'aide et le concours de la compagnie Gécamines, cette dernière finançant une partie des infrastructures, équipements et déplacements. Elle emploie une part importante des joueurs. La chute de l'activité minière ainsi que l'instabilité économique des années 1990 provoque une baisse de la pratique du rugby.
En parallèle, le rugby arrive à Kinshasa en 1974 où il est introduit là aussi par des européens. En 1984, avec la participation de l'armée française du Centre d’Entrainement des Troupes Aéroportées (CETA), de nombreux clubs voient le jour autour de la capitale : 
- Les Arlequins, club du régiment français,
- Les Diables noirs, club du régiment zaïrois,
- Rugby club N'djili, club de la ville de Ndjili,
- Rugby club Bandal, club de la commune de Bandalungwa.

Le sport ce développe aussi dans le Bas Congo, à Mbanza-Ngungu là aussi grâce au concours des soldats français.

### Le mouvement fédéral
À la suite de ces deux mouvements successifs de création de clubs, en 1985, le ministre de la Jeunesse et des Sports d'alors créé la Fédération congolaise de rugby amateur. La fédération intègre la Confédération africaine de rugby en 1987, puis la Fédération internationale de rugby amateur en 1989. La même année, le pays participe à sa première rencontre internationale contre la sélection de la république du Congo voisine.
En 1994, le rugby féminin est introduit dans la fédération avec la création de six équipes féminines. L'année suivante, un système d'école de rugby et de tournoi par classe d'âge voit le jour. La première guerre du Congo met un frein au développement du sport dans le pays.
Dans les années 2010, le pays arrive à participer de nouveau à des compétitions internationales en Afrique, comme par exemple la coupe d'Afrique D2 zone Sud ou encore les éliminatoires pour les Jeux olympiques de 2016.